# Psidium munizianum
Psidium munizianum là một loài thực vật có hoa trong Họ Đào kim nương. Loài này được Borhidi miêu tả khoa học đầu tiên năm 1975.